# James Harvey Robinson
James Harvey Robinson (Bloomington, 29 de junho de 1863 - Nova Iorque, 16 de fevereiro de 1936) foi um historiador estadunidense.

## Trajetória acadêmica
Filho do presidente de um banco, James H. Robinson viajou em 1882 para a Europa, retornando pouco tempo depois para trabalhar na empresa de seu pai. Em 1884, iniciou seus estudos na área da história na Universidade de Harvard. Robinson obteve os graus de bacharel e mestre em história em Harvard nos anos 1887 e 1888, respectivamente. Em 1888, voltou para a Europa a fim de estudar alemão em Estrasburgo. Posteriormente, mudou-se para a Universidade de Freiburg, onde estudou sob a orientação de Hermann Von Holst e obteve o grau de doutor. Em 1890, Robinson retorna para os Estados Unidos, lecionando por quatro anos na Universidade da Pensilvânia, a qual renuncia em 1895 para fazer parte da Universidade de Columbia, permanecendo lá até 1918.
Robinson é conhecido como um dos fundadores da New History. O interesse do autor na formulação de uma "nova história" iniciou com um curso lecionado, em 1904, sobre a história intelectual europeia, que se tornou muito popular entre os estudantes de graduação. Em 1912, as suas teorias sobre a modernização dos métodos e do conteúdo da pesquisa histórica foram publicados em 1912 no livro The New History. O autor chamou atenção para uma abordagem historiográfica que fosse além dos eventos políticos e militares, promovendo a interdisciplinariedade entre as ciências humanas, particularmente a antropologia, a sociologia e a psicologia. Em 1919, o historiador se demite desta última universidade para fundar a New School for Social Research. Em 1929, Robinson foi o presidente da American Historical Association.

## Obras
- 1902 - Uma Introdução a História da Europa Ocidental (An Introduction to the History of Western Europe, revisado e ampliado por James T. Shotwell em 1946)
- 1907 - O Desenvolvimento da Europa Moderna (The Development of Modern Europe, coautoria de Charles Beard)
- 1912 - A Nova História (The New History)
- 1921 - A Mente no Fazer-se (The Mind in the Making)
- 1923 - A Humanização do Conhecimento (The Humanizing of Knowledge)
- 1926 - O Calvário da Civilização (The Ordeal of Civilization)
- 1937 - A Comédia Humana (The Human Comedy)